# Вулиця Кобзарська (Львів)
Ву́лиця Кобза́рська — вулиця у Личаківському районі міста Львова, в місцевості Цетнерівка. Починається від вулицею Марка Черемшини та прямує до Личаківського парку.

## Назва
Первісна назва вулиці — Цетнерівська бічна. Від 1936 року — вулиця Цетнерівська, на честь  — на честь колишнього власника маєтку — белзького воєводи Ігнація Цетнера. Під час німецької окупації, а саме від 1943 року — Цетнарґассе. У липні 1944 року на короткий час була повернена довоєнна назва. У 1950 році вулиця отримала свою сучасну назву — вулиця Кобзарська.

## Забудова
На вулиці Кобзарській переважає типова одноповерхова садибна забудова. 